# Paraophiodina vibiliae
Paraophiodina vibiliae is een soort in de taxonomische indeling van de Myzozoa, een stam van microscopische parasitaire dieren. Het organisme komt uit het geslacht Paraophiodina en behoort tot de familie Ganymedidae. Paraophiodina vibiliae werd in 1972 ontdekt door Theodorides & Desportes.